# Vassar (Kansas)
Pour les articles homonymes, voir Vassar.
La census-designated place de Vassar est située dans le comté d’Osage, dans l’État du Kansas, aux États-Unis. Elle comptait 530 habitants lors du recensement de 2010.

## Histoire
Un bureau de poste a ouvert à La Mont’s Hill (aujourd’hui une ville fantôme) en 1871 avant d’être déplacé à Vassar en 1887.
Le Missouri Pacific Railroad traversait Vassar mais la ligne a été abandonnée, elle est devenue le Flint Hills Nature Trail.

## Source
- (en) Cet article est partiellement ou en totalité issu de l’article de Wikipédia en anglais intitulé « Vassar, Kansas » (voir la liste des auteurs).

1. ↑  (en) « Kansas Post Offices, 1828-1961 » [archive du 9 octobre 2013], Kansas Historical Society (consulté le 22 juin 2014)
2. ↑  (en) 1915-1918 Stouffer's railroad map of Kansas; Kansas Historical Society.